# Гаруст, Жерар
Жерар Гаруст (фр. Gérard Garouste; род. 19 марта 1946 года, Париж) — современный французский художник, живописец, иллюстратор, декоратор, монументалист, постмодернист. Творчество художника критики относят к гиперманьеризму (или анахронизму).

## Биография и творчество
Началом карьерного взлёта для Жерара Гаруста стала встреча с галеристом Лео Кастелли во время визита художника в Нью-Йорк (его и ещё десять коллег пригласили на выставку современной французской живописи). Гаруст подписывает с Кастелли контракт, а через несколько дней буквально просыпается знаменитым. Критики называют его «ретроавангардистом», а его живопись — «неоманьеристской» и определяют его творчество как «поразительное резюме всей истории искусства».
В декабре 1989 года в Центре Жоржа Помпиду прошла выставка-ретроспектива художника. В 2006 году Жерар Гаруст получил премию за «распространение искусства и культуры во Франции». В 1991 он создал художественную школу «Источник» (La Source), которая, по словам основателя, «борется за то, чтобы порвать с социальной и культурной изоляцией молодежи в сельской местности».
Жерар Гаруст — один из самых дорогих французских художников, и один из самых разносторонних. Как иллюстратор он работал над «Дон Кихотом» Сервантеса, «Божественной комедией» Данте, над «Гаргантюа и Пантагрюэлем» Рабле и даже над Библией. По проекту Гаруста-декоратора был создан занавес в театре «Шатле», он принимал участие в оформлении Национальной библиотеки Франции, его кисти принадлежит плафон в одном из залов Елисейского дворца. Как скульптор Гаруст участвовал в оформлении кафедрального собора в Эври.

## Выставки

### 2006
- Peintures / Painting, Martin-Gropius-Bau, Berlin
- Gérard Garouste — Lânesse et la figue, Galerie Daniel Templon, Paris

### 2005
- Area 70, Cannaviello, Milano
- Moderne Favorieten — 50 jaar collectie moderne kunst, Museum Het Valkhof, Nijmegen
- The giving person, PAN — Palazzo delle Arti di Napoli, Naples

### 2002
- Gérard Garouste, Galerie Daniel Templon, Paris

### 2001
- Gérard Garouste — Rétrospective 1979—1991, Liliane & Michel Durand-Dessert, Paris
- Gérard Garouste — Ellipses, Fondation Cartier pour lart contemporain, Paris
- Artcité — Quand Montréal devient musée, Musée d´art contemporain de Montréal, Montreal, Quebec
- Oeuvres, Liliane & Michel Durand-Dessert, Paris

## Роли в кино
Всего снялся в трёх фильмах.
- 1992 — Le cercle de minuit (сериал) — играет самого себя
- 1998 — Да здравствует воскресенье (сериал) — играет самого себя
- 2013 — За сигаретами — Ален